# Protungulatum
Protungulatum ("primer ungulado") es un género extinto de mamífero hallado originalmente en Bug Creek Anthills al noreste de Montana, Estados Unidos. Se consideró inicialmente que el sitio Bug Creek Anthills databa del Cretácico Superior (finales del Maastrichtiense) debido a la presencia de restos de dinosaurios no avianos y mamíferos comunes del Cretácico, pero más tarde se mostró que estos habían sido reelaborados de estratos más antiguos, mientras que el sitio en sí dataría de principios del Paleoceno Temprano (Puerquense). Restos de la Formación Ravenscrag de Saskatchewan, Canadá han sido asignados a la especie Protungulatum donnae. Estos fósiles pueden ser del Cretácico, pero la edad de la Formación Ravenscrag no se conoce con certeza. En 2011, se hallaron restos de una nuevas especie de Protungulatum, P. coombsi, en la Formación Hell Creek, la cual data definitivamente del Cretácico (Maastrichtiano), probando que Protungulatum estuvo presente tanto en el Cretácico como en el Paleoceno. Fue clasificado inicialmente en el orden Condylarthra, un grupo de "ungulados" arcaicos, que es considerado actualmente como polifilético. Según  Archibald et al. (2011), Protungulatum ni siquiera es un placentario, aunque algunos estudios han indicado una cercana relación con Cetartiodactyla.